# Holger Skeel (officer)
 Der er flere personer med dette navn, se Holger Skeel.
Holger Frederik Skeel (født 9. april 1830 i Vordingborg, død 25. oktober 1901 i København) var en dansk officer og kammerherre, far til Christian Skeel.
Han var søn af kaptajn Christian Skeel (1789-1850) og Marie Dorthea Jacobsen (1795-1870). Skeel gik 1848 med som frivillig i krigen (ved 1. Reservebataljon, deltog i affæren ved Kolding, 1849 ved 5. Reservebataljon i slaget ved Fredericia, blev 1849 sekondløjtnant i infanteriets krigsreserve, blev 1850 fortsat til linjen, 1861 premierløjtnant ved 13. Bataljon, 1863 forsat til 8. Bataljon, deltog i krigen 1864, blev 1867 kaptajn ved 24. Bataljon, 1872 forsat til 4. Bataljon og tog sin afsked fra Hæren 1883.
Skeel blev 1885 patron for Roskilde adelige Jomfrukloster, 1887 besidder af Det Skeelske Majorat, samme år karakteriseret oberstløjtnant og 1899 kammerherre. Han blev 8. april 1876 Ridder af Dannebrog, 24. september 1884 Dannebrogsmand, bar Erindringsmedaljen for Krigen 1848-50 og Krigen 1864 og var Ridder af Sankt Olavs Orden.
Skeel blev gift 12. december 1857 i Garnisons Kirke med Dorthea "Thea" Jensen (27. oktober 1830 i København - 27. april 1911 i Roskilde), hvis fader var krigsassessor.